# Giovanni VI Ventimiglia
Giovanni Ventimiglia, principe di Castelbuono (1678 – 1748), è stato un nobile e politico italiano.

## Biografia
Figlio primogenito di Francesco V, X principe di Castelbuono, e di Girolama Di Giovanni Arduino dei baroni di Gallidoro, succedette al padre nei titoli di Principe di Castelbuono, Marchese di Geraci, e negli altri, per investitura ottenuta il 3 novembre 1712, e nel 1745 in quelli della madre che aveva portato in dote i feudi di Graziano, Gallidoro, Gebbiarossa, Grasta (nella contea di Caltanissetta) e Miano, Rovitello e Tavernolo (nella contea di Sclafani). Nel 1703 sposò Lilla Sanseverino Fardella (*Altomonte, 17 gennaio 1672 †Napoli, 8 gennaio 1749), figlia di Carlo Maria, principe di Bisignano e Paceco - e di Donna Maria Fardella e Gaetani, figlia ed erede di Don Giovanni Francesco principe di Paceco e di Donna Topazia Gaetani dei principi di Cassaro - sorella della celebre poetessa Aurora Sanseverino, da cui ebbe un solo figlio, Luigi Ruggero. Giovanni, al momento del matrimonio, risulta già investito del titolo di principe di Belmontino.
Nel 1699, Giovanni è ammesso come confrate alla Venerabile e Nobile Compagnia di Maria SS. della Consolazione, che ha sede nell'elegante oratorio palermitano di Porta Termini, fondato nel 1657 dal fratello del nonno, Giovanni IV Ventimiglia, allora governatore della confraternita.
Il 27 dicembre 1705 si celebrò, con straordinario sfarzo, il battesimo del figlio Luigi, conte d'Ischia, che ebbe a padrino, per procura, il re Luigi XIV di Francia.

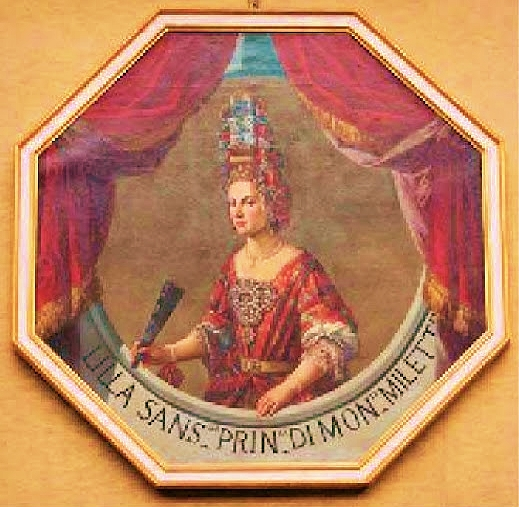
Lilla Sanseverino, moglie di Giovanni VI Ventimiglia, principe di Castelbuono e del S.R.I,

Fu Grande di Spagna di prima classe con privilegi del 2 luglio 1710 e 2 aprile 1740, Gentiluomo di Camera di Vittorio Amedeo II di Savoia, re di Sicilia dal 1713, e con privilegio del 27 settembre 1723, ottenne dall'imperatore Carlo VI d'Asburgo il titolo di Principe del Sacro Romano Impero, con il trattamento di Altezza e con la podestà di batter moneta e medaglie col proprio nome e usare il titolo Dei Gratia. Con lo stesso privilegio l'Imperatore concesse il titolo di Conte del Sacro Palazzo Lateranense a tutti i secondogeniti del Principe di Castelbuono. Il Ventimiglia fu infine Consigliere di Stato e Gentiluomo di Camera con entrata del re Carlo III di Borbone.
Giovanni come pronipote di Giuseppe Ventimiglia, principe di Castelbuono, nipote di Juan de la Cerda, duca di Medinaceli, fu cugino di quinto grado di Maria Barbara di Braganza, pur essa discendente da Juan de la Cerda, infanta di Portogallo e regina consorte di Ferdinando VI di Spagna, nonché del fratello Giuseppe I di Portogallo, entrambe cognati di Carlo III di Borbone.

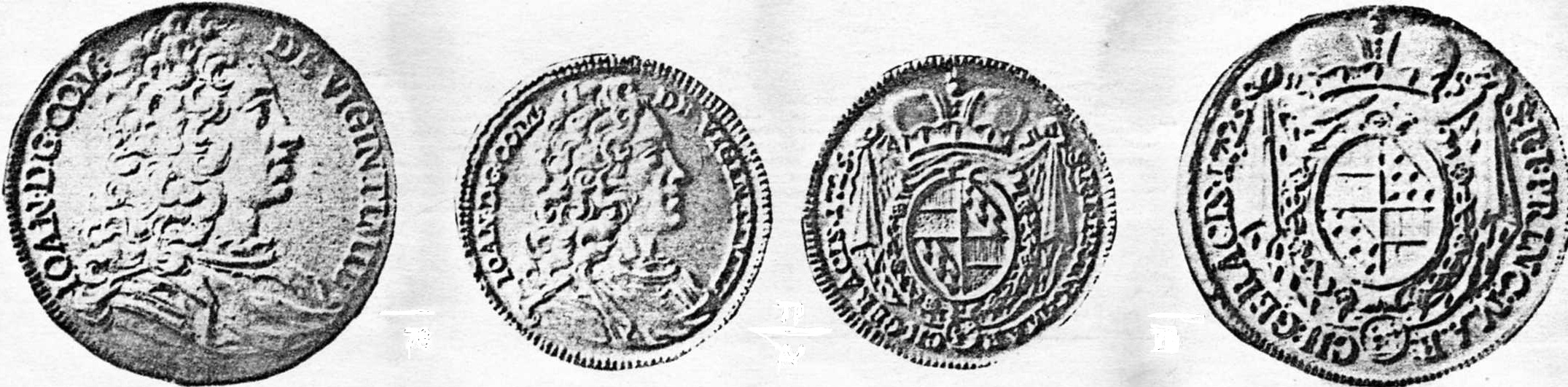
Doppio ducato e mezzo scudo coniati dal principe Giovanni VI Ventimiglia, nel 1725, ivi ritratto.

Nel 1746 fondò a Castelbuono il Collegio di Maria, retto dalle Collegine, per l'educazione delle ragazze del popolo.
Giovanni fu Presidente del Consiglio Supremo della Real Giunta di Sicilia a Napoli dal 1737 (decreto reale del 29 gennaio) al 1748, con uno stipendio di cinquemila ducati annui. Il Consiglio Supremo della Real Giunta di Sicilia era costituito da 2 giureconsulti siciliani, 2 napoletani e aveva per presidente un barone parlamentare siciliano (che aveva anche le funzioni di Consigliere di Stato).
Morì nel 1748.